# Río Aguadamía
El río Aguadamía (también llamado Aguamía, Guadamía o Mía) es un curso de agua costero del norte de España que discurre por el oriente del  Principado de Asturias. Marca algunos tramos de la frontera entre los concejos de Ribadesella y Llanes. 

## Etimología
Para el origen de su nombre, Xosé Lluis García Arias propone la siguiente explicación en su libro Pueblos asturianos: el porqué de sus nombres:

«Un derivado de agua es aguada 'crecida del río', 'desbordamiento', 'gran avenida de aguas' que acaso explique algunos hidrónimos como L'Aguadamía, un río del oriente de Asturias que nada tiene que ver con los de origen árabe que empiezan por GUAD- 'río' sino que ha de entenderse como 'aguada del Mía' o 'aguadamía' o 'el agua de Mía' o sencillamente 'el río Mía o Amía', nombre con que también se conoce esa corriente de agua (Ríu Mía). Este último término (Mía) quizá haya de relacionarse con los hidrónimos de tipo *AMIA ya vistos».

## Curso
Nace El Collado, en el concejo de Ribadesella y desemboca en el mar Cantábrico, entre la Punta de Mía y el Castru Arenas, tras recorrer unos 5 km. Atraviesa las poblaciones de Pría y  Cuerres.
Aparece descrito en el primer volumen del Diccionario geográfico-estadístico-histórico de España y sus posesiones de Ultramar de Pascual Madoz de la siguiente manera:

AGUAMIA: riach. en la prov. de Oviedo y part. jud. de Llanes: tiene origen en el térm. de la felig. de S. Pedro de Pría á la cual baña, y dejando á la izq. al l. ó cas. de Curres, que en lo administrativo pertenece al part. de Cangas de Onis, forma límite entre los ayunt. de Llanes y Ribadesella; cruza el camino real, que va de una á otra v., por bajo de un mediano puente de piedra y continúa hasta desaguar en el Océano.
(Madoz, 1845, p. 122)

## Fauna
Según muestreos de pesca eléctrica acometidos entre los años 1997 y 2019, referencias bibliográficas y comunicaciones orales fidedignas, en el río Aguadamía se han detectado especímenes de anguila.